# Sala Rusiñol
La  Sala Rusiñol es una galería de arte fundada en 1986 por Ignasi Cabanas en San Cugat del Vallés. La galería expone a artistas reconocidos que cultivan la tradición de la pintura figurativa, abriéndose a un amplio abanico de estilos que van del realismo a la nueva figuración. 

## Historia
La sala se inauguró el 13 de mayo de 1986. Desde su fundación se  han hecho aproximadamente unas cuatrocientas exposiciones, y  han pasado por sus muros más de doscientos pintores, entre los cuales destacan Carles Nadal, Joan Abelló, Ramon Aguilar Moré, Benet Sarsanedas, Jesús Casaus, Miquel Cabanas o Josep Grau-Chaparral. Desde finales de 2010 a mediados de 2011 celebró el 25 cumpleaños de actividad cultural con una serie de actos, exposiciones y publicaciones que recogían este cuarto de siglo de dedicación al arte. La exposición que cerró la celebración incluyó cincuenta obras de cincuenta artistas que han tenido alguna relación con la sala durante estos veinticinco años de historia.